# Kungus
Der Kungus (russisch Кунгус) ist ein linker Nebenfluss des Agul im Irbeiski rajon im Südosten der Region Krasnojarsk.

## Verlauf
Der Kungus entspringt im Ostsajan. Von dort fließt er in nördlicher Richtung durch dessen Vorgebirgsland und mündet nach einer Strecke von 174 km linksseitig in den Agul, 15 km oberhalb dessen Mündung in den Kan. Der Kungus gehört somit zum Flusssystem des Jenissei. Das Einzugsgebiet des Kungus umfasst 3930 km². Der Kungus führt im Mai regelmäßig Hochwasser.